# Meaño
Meaño település Spanyolországban, Pontevedra tartományban. Meaño Sanxenxo, Poio, Meis, Ribadumia és Cambados községekkel határos. Lakosainak száma 5264 fő (2024).

## Népesség
A település népessége az elmúlt években az alábbi módon változott:
| Lakosok száma | 5398 | 5489 | 5479 | 5465 | 5453 | 5428 | 5318 | 5272 | 5292 | 5264 |
|               | 2001 | 2004 | 2007 | 2009 | 2012 | 2014 | 2017 | 2019 | 2022 | 2024 |